# Vivere militare est
Vivere militare est (лат. изговор: вивере милитаре ест). Живети значи борити се. (Сенека)

## Поријекло изреке
Ову мисао је изрекао почетком нове ере познати римски књижевник и филозоф Сенека.

## У српском језику
Живот је борба

## Никола Тесла на тему борбе
| „ | Човек је рођен да ради, да трпи и да се бори, ко тако не чини, мора пропасти. | ” |

.

## Тумачење
Како се год узме, живот јесте борба: побједа над неживошћу, одвајање од мајке и излазак у спољни свијет, стварање биолошког имунитета, непрестана борба са гравитацијом, социјално и свако друго прилагођавање, остварење мјере и улоге у еколошком, технолошком, ријечју културном посланству...